# Madeiro (folclore)
Os madeiros, lenhos, cepos , galheiros, fogueiras do natal ou fogueiras do Galo, são grandes fogueiras que se acendem no centro da aldeia, na praça principal ou no adro da igreja na véspera de Natal. A tradição começa com a  recolha dos madeiros , que é feita pelos rapazes da terra, durante a noite em alguma regiões. Na noite de Natal depois da missa as gentes da aldeia reúnem-se à volta da fogueira para dançar e cantar.
Em muitas aldeias, estas fogueiras eram mantidas acesas ininterruptamente até ao Dia de Reis.
A tradição do madeiro tem origem nos cultos pagãos, na celebração do solstício de Inverno, em que se acendiam  enormes fogueiras ao ar livre.
Era tradição, em algumas regiões, que a lenha, os carros para transportar, e as respectivas juntas fossem roubados.A celebração faz parte da tradição dos roubos rituais , das fogueiras dos Santos populares e das fogueiras da Páscoa.